# There's a Boy Who Lives on Heaven Hill... a Tribute to Hüsker Dü
There's a Boy Who Lives on Heaven Hill... a Tribute to Hüsker Dü är tribut-EP, utgiven 1994 på Burning Heart Records. Samtliga låtar är covers på Hüsker Dü.

## Låtlista
1. Sator - "Pink Turns to Blue" (Grant Hart)
2. Merryland - "Back from Somewhere" (Grant Hart)
3. Popsicle - "Visionary" (Bob Mould)
4. Fireside - "Don't Wanna Know If You Are Lonely" (Grant Hart)
5. Ledfoot - "Girl on Heaven Hill" (Grant Hart)

### Fotnoter
1. ↑  ”There's a Boy Who Lives on Heaven Hill... a Tribute to Hüsker Dü”. Discogs.com. http://www.discogs.com/Various-Theres-A-Boy-Who-Lives-On-Heaven-Hill-A-Tribute-To-H%C3%BCsker-D%C3%BC/release/2672765. Läst 27 mars 2012.